# Comuna Pruteni, Fălești
Comuna Pruteni este o comună din raionul Fălești, Republica Moldova. Este formată din satele Pruteni (sat-reședință), Cuzmenii Vechi, Drujineni și Valea Rusului.
Comuna Pruteni are o suprafață totală de 57,98 km², fiind cuprinsă într-un perimetru de 50,89 km². Suprafața totală a localităților din cadrul comunei alcătuiește aproximativ 3,91 km².

## Demografie
Distribuirea în comună a gospodăriilor casnice în dependență de numărul de persoane ce le alcătuiesc
     1 persoană (28,45%)
     2 persoane (25,77%)
     3 persoane (17,82%)
     4 persoane (18,01%)
     5 persoane (7,18%)
     6 și mai multe persoane (2,77%)
Conform datelor recensământului din 2014, comuna are o populație de 2.140 de locuitori. La recensământul din 2004 erau 2.728 de locuitori.
Conform datelor recensământului din anul 2004, populația la nivelul comunei Pruteni constituie 2728 de oameni, 49,01% fiind bărbați, iar 50,99% femei. Compoziția etnică a populației comunei arată în felul următor: 99,01% moldoveni/români, 0,48% ucraineni, 0,40% ruși, 0,07% bulgari, 0,04% alte etnii.
În comuna Pruteni au fost înregistrate 1044 de gospodării casnice în anul 2004. Membrii acestor gospodării alcătuiau 2705 de persoane, iar mărimea medie a unei gospodării era de 2,6 persoane.

## Administrație și politică
Componența Consiliului local Pruteni (11 consilieri), ales la 5 noiembrie 2023, este următoarea:
|  | Partid                                       | Consilieri | Componență | Componență | Componență | Componență | Componență | Componență |
|  | -------------------------------------------- | ---------- | ---------- | ---------- | ---------- | ---------- | ---------- | ---------- |
|  | Partidul Socialiștilor din Republica Moldova | 6          |            |            |            |            |            |            |
|  | Partidul Acțiune și Solidaritate             | 5          |            |            |            |            |            |            |